# آپاتان (سیب و سوران)
آپاتان، روستایی در دهستان سیب و سوران بخش مرکزی شهرستان سیب و سوران در استان سیستان و بلوچستان ایران است.این روستا یک روستای گردشگری است که دارای جاذبه های بکر تاریخی و زمین شناسی است که میتوان به ریگ زرگران - سنگ های دانچوپان و نخلستان هایی وسیع و با نخل های ده متری و بیست متری اشاره کرد

## جمعیت
بر پایه سرشماری عمومی نفوس و مسکن در سال ۱۳۹۵ جمعیت این مکان 5007 نفر (847خانوار) بوده‌است.